# Oulophyllia
Oulophyllia is een geslacht van neteldieren uit de klasse van de Anthozoa (bloemdieren).

## Soorten
- Oulophyllia bennettae (Veron, Pichon & Best, 1977)
- Oulophyllia crispa (Lamarck, 1816)
- Oulophyllia levis (Nemenzo, 1959)